# 織田長教
織田 長教（おだ ながのり）は、江戸時代中期の大名。大和国芝村藩8代藩主。通称は栄三郎。官位は従五位下・豊前守。長政流織田家8代。

## 生涯
6代藩主・織田長亮の三男として戒重にて誕生。初名は道教。
安永6年（1777年）5月23日、異母兄の7代藩主・輔宜の養子となる。同年8月6日、10代将軍・徳川家治に御目見する。安永7年（1778年）2月25日、輔宜の隠居により家督を相続する。安永8年（1779年）12月16日、従五位下豊前守に叙任する。
寛政6年（1794年）4月25日、預地における役人の不正の発覚により、幕府から預かり地を没収される。藩主長教は差控の処罰を受けた。寛政7年（1795年）4月26日に隠居し、長男の長宇に家督を譲る。
文化12年（1815年）6月24日。江戸において死去、享年83。墓所は泉岳寺。

## 系譜
子女は7男3女。
- 父：織田長亮
- 母：不詳
- 正室：なし
- 生母不明の子女
  - 長男：織田長宇
  - 次男：織田長格
  - 三男：織田長據